# Поланд (Огайо)
Поланд (англ. Poland) — селище (англ. village) в США, в окрузі Магонінґ штату Огайо. Населення — 2463 особи (2020).

## Географія
Поланд розташований за координатами 41°1′22″ пн. ш. 80°36′55″ зх. д. / 41.02278° пн. ш. 80.61528° зх. д. (41.022896, -80.615388).  За даними Бюро перепису населення США в 2010 році селище мало площу 4,29 км², з яких 4,23 км² — суходіл та 0,06 км² — водойми.

## Демографія
Згідно з переписом 2010 року, у селищі мешкало 2555 осіб у 1066 домогосподарствах у складі 765 родин. Густота населення становила 596 осіб/км².  Було 1135 помешкань (265/км²).
Расовий склад населення:
| - 98,5 % — білих - 0,4 % — азіатів - 0,2 % — чорних або афроамериканців |

До двох чи більше рас належало 0,9 %. Частка іспаномовних становила 1,1 % від усіх жителів.
За віковим діапазоном населення розподілялося таким чином: 21,4 % — особи молодші 18 років, 57,3 % — особи у віці 18—64 років, 21,3 % — особи у віці 65 років та старші. Медіана віку мешканця становила 46,3 року. На 100 осіб жіночої статі у селищі припадало 93,1 чоловіків;  на 100 жінок у віці від 18 років та старших — 89,5 чоловіків також старших 18 років.
Середній дохід на одне домашнє господарство  становив 90 807 доларів США (медіана — 71 917), а середній дохід на одну сім'ю — 105 144 долари (медіана — 85 100). За межею бідності перебувало 3,7 % осіб, у тому числі 5,7 % дітей у віці до 18 років та 3,2 % осіб у віці 65 років та старших.
Цивільне працевлаштоване населення становило 1535 осіб. Основні галузі зайнятості: освіта, охорона здоров'я та соціальна допомога — 28,1 %, роздрібна торгівля — 12,3 %, виробництво — 11,2 %.